# ラストワンマイル (通信業界)
通信業界におけるラストワンマイル（Last one mile）は「生活者や企業に対し、通信接続を提供する最後の区間」のこと。

## 通信業界のラストワンマイルの概要
最初は通信会社やケーブルテレビ業界で使われる用語だったが、雑誌やウェブサイト上で紹介されたために一般のユーザーにも定着するようになった。なお、ヤード・ポンド法を使わない地域では「ラストキロメートル」が使われる場合もあるが、日本においては計量法の規定によりメートル法を使用しているにもかかわらず、「ラストワンマイル」の方が定着している。また「ラストワンマイル」はあくまで通信事業者側から見た場合の言葉であり、ユーザから見た場合には自分の建物の直近こそが身近な存在であることから、ファーストワンマイルという言葉が使われることもある。
通信事業者にとって、幹線を延伸拡充することに比してそれらを利用者（利用場所）まで分岐敷設することは多大な原価や資源を要する。これまでこの問題は典型的な「最も高価な挑戦」と見なされてきた。なぜならば、扇状に広がるケーブルを敷設・接続・維持する煩雑な工事・保守が必要になるためである（有線によるラストワンマイル）。特に、見込み利用地域において先行投資を要することがこの問題をクローズアップした。この原価・資源を要する問題を指す用語として「サービスが顧客に到達するための最後の区間」という意味で「ラストワンマイル」という名前が付いた。由来は加入者局から顧客の建物までの距離が平均的に約1マイル（=約1.6km）であることによる。
ブロードバンドインターネット接続が一般に普及する以前は、もっぱら電話線によるダイアルアップ接続がラストワンマイルの役割を受け持っており、通信事業者にとって追加原価が低いため問題として表面化しなかった。ブロードバンドインターネット接続におけるラストワンマイル拡充・獲得の営業施策として、通信企業各社は後述の通り顧客にいくつかの選択肢を用意した。これが活性化し、顧客獲得競争および価格競争につながった。
通信のラストワンマイルの解決が進んでいくにつれ、通信業界で使われていたこのラストワンマイルという用語が、現在ではむしろ物流業界や交通業界のほうで頻繁に使われるようになっている。

### 有線によるラストワンマイル
有線によるラストワンマイル（電話線、ケーブルテレビ、光ファイバー）では、工事が必要となる事例もあるが、一度開通してしまえば、途切れることなく安定した速度で通信ができるようになるというメリットがある。その代わり、宅内に有線LANあるいは無線LAN環境を整える必要がある。

### 無線によるラストワンマイル
有線によるラストワンマイルについては、常に工事が可能であるとも限らず、立地条件や建物の問題、美観保持の問題などでケーブルを宅内に引き込めないケースも多々ある。
この難問を解決するために、いくつかの会社はネットワークを混在させている。例としては、顧客への直接配線の工程をなくすために、住宅・オフィスの近くまでは電柱などを利用してケーブルを敷設し、顧客との接続は無線によって行うというものである（詳しくは無線アクセスを参照のこと）。
無線インターネットは、物理的工事が最小限で済み、顧客にとっても煩わしいケーブルが一本減る、LAN環境が無くても動作し分かりやすいというメリットがある。その代わり、近隣の環境によっては通信速度が著しく落ちる、不安定になる、または途切れる・通信できないということがある。さらに、セキュリティの点に心配が残る。これらのデメリットは、技術の進展が解決を進めているものの、通信の安定性に関しては有線通信に分がある。

### 日本の状況
ADSLは、電話線をそのままネットワーク接続線として使え、固定電話としての機能も残しておけるため、加入者回線さえあれば、ラストワンマイル問題を手早く解決する一つの手段として有効であった。日本においては東京めたりっく通信が先鞭を付けた。その後、ソフトバンクBBを端緒としてNTTをはじめ各社を巻き込んだ値引き商戦が始まり、一気に普及を遂げた。しかしながら、この方式は減衰の影響で、加入者局からある程度（線路長で4〜5km、直線距離で1.5〜2km程度）離れると通信速度が極端に落ちてしまうためFTTHに道を譲り、NTTのADSLは2023年1月末に終了となった。
CATVインターネットは既存のケーブルテレビの伝送路の空き帯域に双方向の通信を流すため安価となっていた。同軸ケーブルの距離減衰に伴う問題も基幹部分だけ光ファイバーに置き換える HFC によって軽減されるようになり、その速度も当初は高速と見做されていたものの、同軸ケーブルの狭い帯域を放送と通信で取り合ったり、宅内の増幅器の故障などによって幹線までノイズが流れて通信が不安定となったり（流合雑音）、電源の分散配置によって災害に弱かったりするなどFTTHに比べて見劣るサービスとなっていた。通信事業者によるテレビサービス（トリプルプレイの一部）の普及が進んでFTTHとの直接の競争に晒されるようになると、ケーブルテレビ各社もFTTHを導入するようになっていった。
FTTHは有線ブロードネットワークス（現・USEN）が先鞭を付けた。電源不要の光スプリッタを用いた受動光ネットワークを構築することで競争力のある価格となった。なお戸内において光信号と電気信号の変換を行う光回線終端装置 (ONU) には電源が必要となるため、停電時の接続にはバッテリーが必要となる。光ファイバーの引き込みが必要だが、一般的な一戸建て住宅であれば、クーラーのダクトに小さな穴を空ける程度の工事で済む。また、IP電話も安く利用でき、オンラインゲームや動画配信、オンラインストレージなど帯域を大幅に占有するアプリケーションないしコンテンツを愛用しているユーザーにも魅力的な回線となる。自宅にサーバを設置したい場合、上り下りの通信速度が基本的にシンメトリック（対称）である点も相当な魅力となる。
マンションにおいては、いわゆるマンションインターネットとして、管理人室等にルータを設置し、その先はハブで各戸に分配するという方式もとられる。ただし、プロバイダの乗り換えの自由が利かない、別回線を引くために管理組合での決議を要する、などの問題も散見される。また、HomePNAやVDSLを使って各戸に分配する方法もある。この場合、既存の電話回線を使うため新たに導入するのも容易であるが、ADSL以上に距離によって通信速度が落ちるものとなっており、高層階ほど速度が遅くなる。
固定無線アクセスでは東京電力・ソフトバンク・マイクロソフトの3社に設立されたスピードネットの『スピードネット 無線アクセスサービス』、NTTの『Bフレッツ ワイヤレスアクセスタイプ』、ソニーの『bit-drive』、日本テレコムの『ODNエアリンク』などのワイヤレスインターネット接続サービスが多数登場したが、2.4GHz帯/5GHz帯には電波干渉の問題が、26GHz帯には電波の回り込まない問題や降雨減衰の問題があり、どれも本格的な普及には至らず新規加入が停止されている。
モバイル無線アクセスは2006年以降3.5Gで無線通信もインフラが強化されて2007年に大手携帯会社でもモバイルデータ通信定額制が開始され、次の3.9Gで広帯域無線アクセス (BWA) 技術を取り入れた広帯域のサービスが登場して携帯電話によるテザリングが無料開放され、4G (LTE-Advanced) で複数の搬送波が束ねられるようになって混雑が分散化し、5Gで広い帯域幅のSub6とミリ波が使えるようになって下り速度が固定回線に比較しうる速度が可能となり、5G Advancedで上り速度やネットワーク側の消費電力も改善される予定となっており、ラストワンマイル解消において無視できない存在となった。高速な無線基地局のバックボーンに必要不可欠なエントランス回線も大規模な基幹光ファイバーが敷設済みとなっており、また敷設されてない僻地の無線基地局のエントランス回線にも低速な衛星通信やマイクロ波に代わってフレキシブルファイバが導入されてきている。しかしながら無線通信の基地局は高速化のたびに機器の交換や増設が必要となるため対応の遅れ乃至対応の悪いラストワンマイルエリアが必然的に生じている。また無線部分の高速化には広い帯域幅の確保できる代わりに電波の回り込みの弱いSub6やミリ波のような高周波数帯を使う必要があることから地形や建物の問題によって高速な電波の届かないエリアが増えており、それを解消するために更に多くの基地局（小セル化・多セル化）が必要となるため、2020年代には携帯電話各社のインフラシェアリングが進められるようになったものの、2022年現在、日本のモバイル通信は隣国よりも低速となっており、高速な5G基地局の整備はまだ道半ばとなっている。